# Desmoxytes hostilis
Desmoxytes hostilis är en mångfotingart som beskrevs av Sergei I. Golovatch och Henrik Enghoff 1994. Desmoxytes hostilis ingår i släktet Desmoxytes och familjen orangeridubbelfotingar. Inga underarter finns listade i Catalogue of Life.